# Chassalia pentachotoma
Chassalia pentachotoma är en måreväxtart som beskrevs av Cornelis Eliza Bertus Bremekamp. Chassalia pentachotoma ingår i släktet Chassalia och familjen måreväxter. Inga underarter finns listade i Catalogue of Life.